# Juan José Medina
Juan José Medina foi Cônsul do Paraguai, de 22 de janeiro a 9 de fevereiro de 1841.